# Manuel Molés
Manuel Molés Usó, (Alquerías del Niño Perdido, Castellón, 2 de abril de 1940) es un periodista taurino español.

## Trayectoria
Comenzó su carrera profesional escribiendo en el diario Pueblo que dirigía por entonces Emilio Romero. Más tarde da el salto a la televisión, y se une a Mariví, la hija de su antiguo jefe, para poner en marcha en TVE el programa sobre actualidad taurina Revista de toros, del que es guionista y presentador y que se mantiene en pantalla entre 1973 y 1983.
En 1989 participó en el programa de TVE De toros junto a Marivi Romero. Desde 1991 retransmite las corridas de toros de Canal Plus, canal donde condujo los espacios de tauromaquia En todo lo alto entre 1992 y 1993 y El planeta de los toros en 1995. Posteriormente y desde la creación de Canal+ Toros en 2011 participa activamente en las tertulias de esta cadena.
A lo largo de 49 años (1970-2019) Molés presentó y dirigió el  programa Los toros en la Cadena SER y en Radiolé, un referente entre los oyentes taurinos que llegó alcanzar cerca del un millón de oyentes. El 30 de diciembre de 2019 Molés se despedía de la audiencia en el último programa taurino de Los toros emitido por la Ser, tras alegar la cadena una bajada de los ingresos publicitarios.

Manolo Molés está dispuesto a seguir dando la batalla 24 horas después de que emitir en la Ser el último programa de Los Toros. «Estoy tranquilo. Hay un tema claro: el programa era rentable en audiencia pero no se traducía en publicidad», explicaba el veterano e infatigable presentador a EL MUNDO vía telefónica desde la ciudad caleña. Pero tampoco había publicidad hace 15 años y todas las cadenas contaban con programa taurino.
Zabala de la Serna (El Mundo)

Pasado un mes, en enero de  la cadena SER recuperó el programa Los toros emitido por el locutor en formato pódcast.

## Premios y reconocimientos
- Medalla de Oro al Mérito en las Bellas Artes en 2007.
- Hijo honorífico de Castellón de la Plana.
- Hijo predilecto de Les Alqueries (Alquerías del Niño Perdido) 3 /10/ 2006
- En 2008 se inaugura una calle con su nombre "calle Periodista Manolo Molés"  en la localidad que le vio nacer, Les Alqueries (Alquerías del Niño Perdido, Castellón)vial situado sobre la finca en la que se encontraba su casa natal.